# Gerhard Schiller
Gerhard Schiller (17 de abril de 1949) es un deportista alemán que compitió para la RFA en natación, especialista en el estilo libre. Ganó dos medallas en el Campeonato Europeo de Natación, plata en 1970 y oro en 1974.

## Palmarés internacional
| Campeonato Europeo | Campeonato Europeo | Campeonato Europeo | Campeonato Europeo |
| Año                | Lugar              | Medalla            | Prueba             |
| ------------------ | ------------------ | ------------------ | ------------------ |
| 1970               | Barcelona (España) | Medalla de plata   | 4 × 100 m libre    |
| 1974               | Viena (Austria)    | Medalla de oro     | 4 × 100 m libre    |